# 叙黎战役
叙黎战役（也被稱為出口商行動）是第二次世界大戰中，盟軍為了攻佔維琪法國控制的敘利亞與黎巴嫩的一場戰役，時間為1941年6月至7月。
當這場戰役正在進行且較不為人所知時，時代雜誌就認為這場戰鬥是場「混合秀」。有證據表明，盟軍的審查員試圖抑制或減少這場戰役的激戰報導。  盟軍高級指揮官和政治人物認為對法軍的作戰可能對同盟國的公眾輿論產生負面影響。

## 註記

### 腳註
1. ↑  18,000名澳軍、9,000名英軍、2,000名印軍、5,000名自由法軍。[4]
2. ↑  有50架飛機被指派支援盟軍。來自賽普勒斯的815海軍航空中隊及來自伊拉克的84海軍航空中隊（配有布倫海姆轟炸機）也被指派協同作戰。[3]
3. ↑  35,000名正規軍（包含8,000名法國步兵）及10,000名累范特步兵。[6]
4. ↑  英軍認為至少有90台坦克在敘利亞協助維琪法軍。[7]
5. ↑  維琪空軍在敘利亞共有30架轟炸機及60架戰鬥機。在戰役的進行過程中，空軍的規模在法屬北非的增援下幾乎成長為兩倍 (詳見文本)。[3]
6. ↑  The Guépard and the Valmy[8]
7. ↑  1,552名澳軍傷亡（416人戰死、1,136人受傷）。[4] ~ 1,300名自由法軍傷亡。[4] 1,200名英軍與印軍傷亡。[4]有3,150名澳軍於戰役中生病，為非戰鬥減員故不算入戰鬥傷亡中。[4]
8. ↑  521人戰死、1,037人失蹤、1,790人受傷及3,004人被俘。[4]
9. ↑  多數還在地面時便被擊毀。[10]

### 註解
1. ↑  德國空軍曾於1941年6月15日短暫的介入
2. ↑  Playfair, Chapter X
3. 1 2 3  Playfair, p. 206
4. 1 2 3 4 5 6 7  Long, p. 526
5. 1 2  Long, pp. 333-334
6. ↑  Long, p. 334
7. ↑  Playfair, p. 200
8. ↑  Long, p. 363
9. ↑  Playfair, p. 222
10. ↑  毕晓普. . 中国新闻网. 新民晚报. 2014-10-23.
11. ↑  Playfair, p. 203
12. ↑  時代雜誌, Mixed Show （页面存档备份，存于）
13. ↑  Brune, p.48